# NXT Tag Team Championship
NXT Tag Team Championship (em português: Campeonato de Duplas do NXT) é um campeonato de duplas de luta profissional masculino criado e promovido pela promoção americana WWE. É defendido na NXT, marca de desenvolvimento da promoção. Os atuais campeões são Hank e Tank (Hank Walker e Tank Ledger), que estão no seu primeiro reinado, tanto em equipe como individualmente. Eles ganharam os títulos ao derrotarem os campeões anteriores Nathan Frazer e Axiom no Stand & Deliver em 19 de abril de 2025.
Introduzida em 23 de janeiro de 2013, a equipe campeã inaugural foi a British Ambition (Adrian Neville e Oliver Grey). Em setembro de 2019, a empresa começou a promover o NXT como sua "terceira marca" quando o programa de televisão NXT foi transferido para a USA Network. Dois anos depois, porém, o NXT voltou à sua função original como marca de desenvolvimento da WWE. Em setembro de 2022, o Campeonato de Duplas do NXT UK foi unificado no Campeonato de Duplas do NXT.

## História
Em junho de 2012, a WWE estabeleceu o NXT como seu território de desenvolvimento, substituindo o Florida Championship Wrestling (FCW). No ano seguinte, no episódio de 23 de janeiro do NXT, o convidado especial e membro do Hall da Fama Shawn Michaels anunciou que haveria um torneio de eliminação única de oito equipes para coroar os primeiros Campeões de Duplas do NXT. Na gravação de 31 de janeiro do NXT (exibido em 13 de fevereiro), British Ambition (Adrian Neville e Oliver Grey) derrotaram The Wyatt Family (Luke Harper e Erick Rowan) na final do torneio para se tornar os campeões inaugurais. Na primeira defesa do título, porém, Neville e Bo Dallas defenderam o título contra The Wyatt Family devido à lesão de Gray, onde perderam; Dallas não foi reconhecido como campeão. Na gravação de 20 de junho do NXT (exibido em 17 de julho), Neville e Corey Graves derrotaram The Wyatt Family pelo título, tornando Neville o primeiro bicampeão. Em 8 de junho de 2016, The Revival (Scott Dawson e Dash Wilder) se tornou o primeiro time a conquistar o campeonato em mais de uma ocasião, quando derrotaram o American Alpha (Chad Gable e Jason Jordan) no TakeOver: The End.
Embora o NXT tenha se estabelecido como o território de desenvolvimento da WWE, ao longo dos anos ele cresceu e se estabeleceu como a terceira maior marca da WWE. Isso se tornaria oficial em setembro de 2019, quando o NXT foi transferido para a USA Network, tornando o Campeonato de Duplas do NXT o terceiro maior título de duplas para homens na WWE, junto com o Campeonato de Duplas do Raw e o Campeonato de Duplas do SmackDown. No entanto, a WWE renovou o NXT em setembro de 2021 e devolveu a marca à sua função original como um território de desenvolvimento.
Em agosto de 2022, a WWE anunciou que a marca NXT UK entraria em hiato e seria relançada como NXT Europe em 2023. Como tal, os campeonatos do NXT UK foram unificados em seus respectivos campeonatos NXT. Em 4 de setembro de 2022, no Worlds Collide, Pretty Deadly (Elton Prince e Kit Wilson) derrotaram Gallus (Mark Coffey e Wolfgang), os Campeões de Duplas do NXT The Creed Brothers (Brutus Creed e Julius Creed) e os Campeões de Duplas do NXT UK Brooks Jensen e Josh Briggs em uma luta fatal four-way de eliminação de duplas para unificar o Campeonato de Duplas do NXT e o Campeonato de Duplas do NXT UK. Jensen e Briggs foram reconhecidos como os últimos Campeões de Duplas do NXT UK, enquanto Pretty Deadly foi adiante como os unificados Campeões de Duplas do NXT.

### Torneio inaugural
|  | Quartas de final | Quartas de final                             | Quartas de final                             |                                              |                                              | Semifinais | Semifinais | Semifinais |  |  | Final | Final | Final |  |
|  |                  |                                              |                                              |                                              |                                              |            |            |            |  |  |       |       |       |  |
|  | 1                | The Wyatt Family (Luke Harper e Erick Rowan) | Pin                                          |                                              |                                              |            |            |            |  |  |       |       |       |  |
|  | 1                | The Wyatt Family (Luke Harper e Erick Rowan) | Pin                                          |                                              |                                              |            |            |            |  |  |       |       |       |  |
|  | 8                | Yoshi Tatsu e Percy Watson                   |                                              |                                              |                                              |            |            |            |  |  |       |       |       |  |
|  | 8                | Yoshi Tatsu e Percy Watson                   |                                              | The Wyatt Family (Luke Harper e Erick Rowan) | The Wyatt Family (Luke Harper e Erick Rowan) | Pin        |            |            |  |  |       |       |       |  |
|  |                  |                                              |                                              | The Wyatt Family (Luke Harper e Erick Rowan) | The Wyatt Family (Luke Harper e Erick Rowan) | Pin        |            |            |  |  |       |       |       |  |
|  |                  |                                              | Bo Dallas e Michael McGillicutty             |                                              |                                              |            |            |            |  |  |       |       |       |  |
|  | 4                | Bo Dallas e Michael McGillicutty             | Pin                                          |                                              |                                              |            |            |            |  |  |       |       |       |  |
|  | 4                | Bo Dallas e Michael McGillicutty             | Pin                                          |                                              |                                              |            |            |            |  |  |       |       |       |  |
|  | 5                | Primo e Epico                                |                                              |                                              |                                              |            |            |            |  |  |       |       |       |  |
|  | 5                | Primo e Epico                                | The Wyatt Family (Luke Harper e Erick Rowan) |                                              |                                              |            |            |            |  |  |       |       |       |  |
|  |                  |                                              |                                              |                                              |                                              |            |            |            |  |  |       |       |       |  |
|  |                  |                                              | Adrian Neville e Oliver Grey                 | Adrian Neville e Oliver Grey                 | Pin                                          |            |            |            |  |  |       |       |       |  |
|  | 2                | Adrian Neville e Oliver Grey                 | Adrian Neville e Oliver Grey                 | Adrian Neville e Oliver Grey                 | Pin                                          | Pin        |            |            |  |  |       |       |       |  |
|  | 2                | Adrian Neville e Oliver Grey                 |                                              |                                              |                                              |            |            |            |  |  |       |       |       |  |
|  | 7                | Heath Slater e Drew McIntyre                 |                                              |                                              |                                              |            |            |            |  |  |       |       |       |  |
|  | 7                | Heath Slater e Drew McIntyre                 |                                              | Adrian Neville e Oliver Grey                 | Adrian Neville e Oliver Grey                 | Pin        |            |            |  |  |       |       |       |  |
|  |                  |                                              |                                              | Adrian Neville e Oliver Grey                 | Adrian Neville e Oliver Grey                 | Pin        |            |            |  |  |       |       |       |  |
|  |                  |                                              | Kassius Ohno e Leo Kruger                    |                                              |                                              |            |            |            |  |  |       |       |       |  |
|  | 3                | Kassius Ohno e Leo Kruger                    | Pin                                          |                                              |                                              |            |            |            |  |  |       |       |       |  |
|  | 3                | Kassius Ohno e Leo Kruger                    | Pin                                          |                                              |                                              |            |            |            |  |  |       |       |       |  |
|  | 6                | Alex Riley e Derrick Bateman                 |                                              |                                              |                                              |            |            |            |  |  |       |       |       |  |

## Design do cinturão

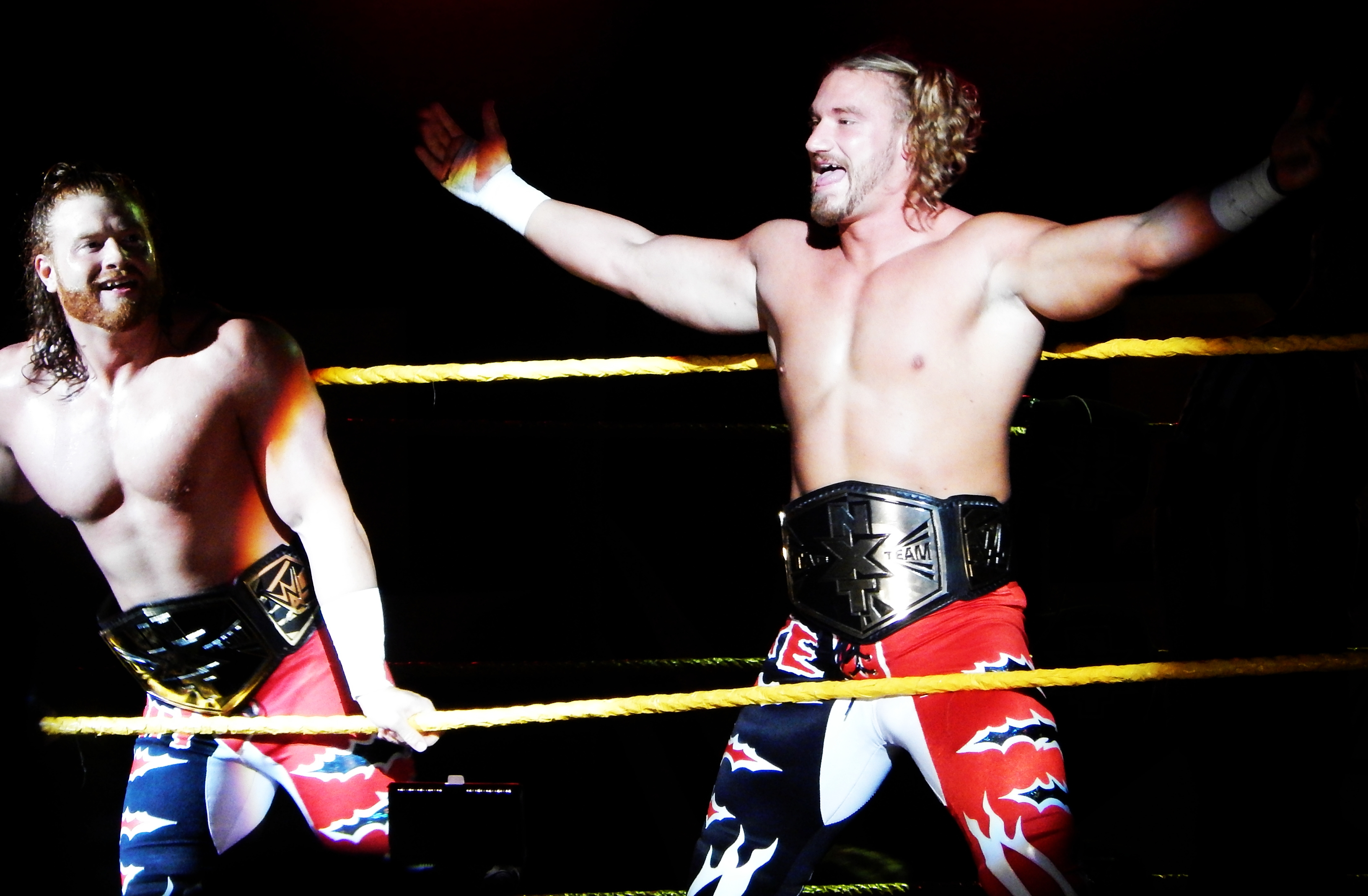
Os ex-campeões Blake e Murphy (direita e esquerda), mostrados aqui com os cinturões originais do Campeonato de Duplas do NXT.

Os cintos originais do Campeonato de Duplas do NXT apresentavam um design simples. A placa central era um polígono irregular. Proeminentemente no centro da placa estava um logotipo vertical do NXT em ouro; no lado central esquerdo do logotipo lê-se "Tag", enquanto no lado central direito lê-se "Equipe". As duas placas laterais continham o logotipo da WWE. As placas estavam em uma pulseira de couro preto. Uma característica única deste design original era que os dois cintos eram ligeiramente diferentes. Em um cinto, o lado esquerdo da placa central era preto com "Tag" escrito em dourado, enquanto o lado direito da placa central era dourado com "Team" escrito em preto; o outro cinturão era o oposto. As placas laterais também refletiam essa coloração; a placa lateral no lado preto era dominada por um fundo preto atrás do logotipo da WWE, enquanto a placa lateral no lado dourado tinha um fundo dourado dominante atrás do logotipo da WWE. Quando introduzidas pela primeira vez, as placas laterais tinham o logotipo da WWE, mas em agosto de 2014, todos os campeonatos preexistentes da WWE na época receberam uma pequena atualização, alterando o logotipo do scratch para o logotipo atual da WWE que foi originalmente usado para a WWE Network.
Em 1º de abril de 2017, no WrestleMania Axxess, o gerente geral do NXT, William Regal, anunciou que todos os cinturões de títulos do NXT seriam redesenhados. Os novos cinturões foram revelados no TakeOver: Orlando naquela mesma noite e entregues aos vencedores de suas respectivas lutas. Tanto a placa central quanto as laterais dos novos cintos do Campeonato de Duplas do NXT têm o mesmo formato do design anterior e estão novamente com tiras de couro preto. As diferenças estão no design das próprias placas. A placa central mantém o logotipo vertical do NXT em destaque no centro, mas agora em prata com o logotipo da WWE afixado bem no centro do "X". No topo da placa, logo acima do logotipo vertical do NXT, há um banner que diz "Tag Team", enquanto na parte inferior da placa, abaixo do logotipo, há um banner que diz "Champions". Ornamentações pretas, prateadas e douradas preenchem o resto do prato. Ao contrário do design anterior, o design não diferencia os dois campeonatos. Alinhando-se com a maioria dos outros cinturões de campeonato da WWE, o design atualizado apresenta placas laterais com uma seção central removível que pode ser personalizada com o logotipo do campeão; as placas laterais padrão apresentam o logotipo da WWE. Como resultado, o campeonato foi o primeiro campeonato de duplas da WWE a apresentar placas laterais personalizáveis.

## Reinados
Até 19 de abril de 2025, foram 39 reinados entre 31 times compostos por 62 campeões individuais, e três ocasiões em que o título ficou vago. The Undisputed Era como um grupo tem o maior número de reinados com três, enquanto individualmente, o membro do grupo Kyle O'Reilly tem o maior número de reinados, também com três. Os campeões inaugurais foram a British Ambition (Adrian Neville e Oliver Grey). A equipe com o reinado mais longo é The Ascension (Conor O'Brian/Konnor e Rick Victor/Viktor), que deteve o título por 364 dias, enquanto o reinado mais curto pertence a Moustache Mountain (Tyler Bate e Trent Seven), que manteve o título por 2 dias. No entanto, devido a atrasos nas fitas, que são as datas que a WWE reconhece oficialmente, eles reconhecem que o reinado de The Ascension foi de 343 dias e que o reinado de Moustache Mountain foi de 22 dias; A WWE considera o segundo reinado de MSK o mais curto, com 6 dias (5 dias devidos de acordo com o histórico de títulos). Tyler Bate detém o recorde de campeão mais jovem quando venceu aos 21, enquanto o mais velho é Bobby Fish quando venceu aos 42.
Hank e Tank (Hank Walker e Tank Ledger) são os campeões atuais em seu primeiro reinado, tanto como equipe quanto individualmente. Eles conquistaram o título ao derrotar Nathan Frazer e Axiom no Stand & Deliver em 19 de abril de 2025, em Paradise, Nevada.